# Lednové povstání
Lednové povstání (polsky powstanie styczniowe, rusky Польское nebo Янва́рское восста́ние), proti Ruskému impériu vzniklo manifestem Prozatímní národní vlády 22. ledna 1863 na území Kongresového Polska, od 1. února 1863 Litvy, Běloruska a části Ukrajiny a Ruska a trvalo do roku 1864, kdy bylo definitivně poraženo.

## Historie

### Předchozí události

Znak lednového povstání: orlice symbolizuje Polsko, rytíř Vytis Litvu a archanděl Michael Rus.

Polskému povstání z ledna 1863 předcházel spontánní odpor mladých Poláků, kteří odmítali sloužit v ruské armádě a utíkali do lesů. K nim se připojila polská šlechta a množství měšťanů. Polské skupiny, často vyzbrojené pouze zemědělským nářadím, kosami apod., musely brzy přejít ke gerilové válce, ale boje trvaly 18 měsíců.
Bylo to největší polské národní povstání, setkalo se s mezinárodní podporou nejen veřejného mínění. Mělo charakter partyzánské války s přibližně 1200 bitev a střetů. Přes počáteční úspěchy Poláků skončilo porážkou povstalců, z nichž několik desítek tisíc padlo v bojích, téměř jeden tisíc byl popraven, 38 000 odsouzeno na nucené práce a na Sibiř a okolo deseti tisíc emigrovalo. Po bitvách Rusové pálili obce, které ukrývaly povstalce, a vraždili civilní obyvatelstvo. Zničeny byly četné kulturní statky, např. rozsáhlý archiv Zámojských ve Zvěřinci.
Litevské Vilno pak zpacifikovaly oddíly ministra Michaila Muravjova, zvaného Věšátěl. V Litvě padlo asi 10 000 polských šlechticů z celkového počtu 40 tisíc, tedy každý čtvrtý Polák..

### Následky neúspěchu povstání

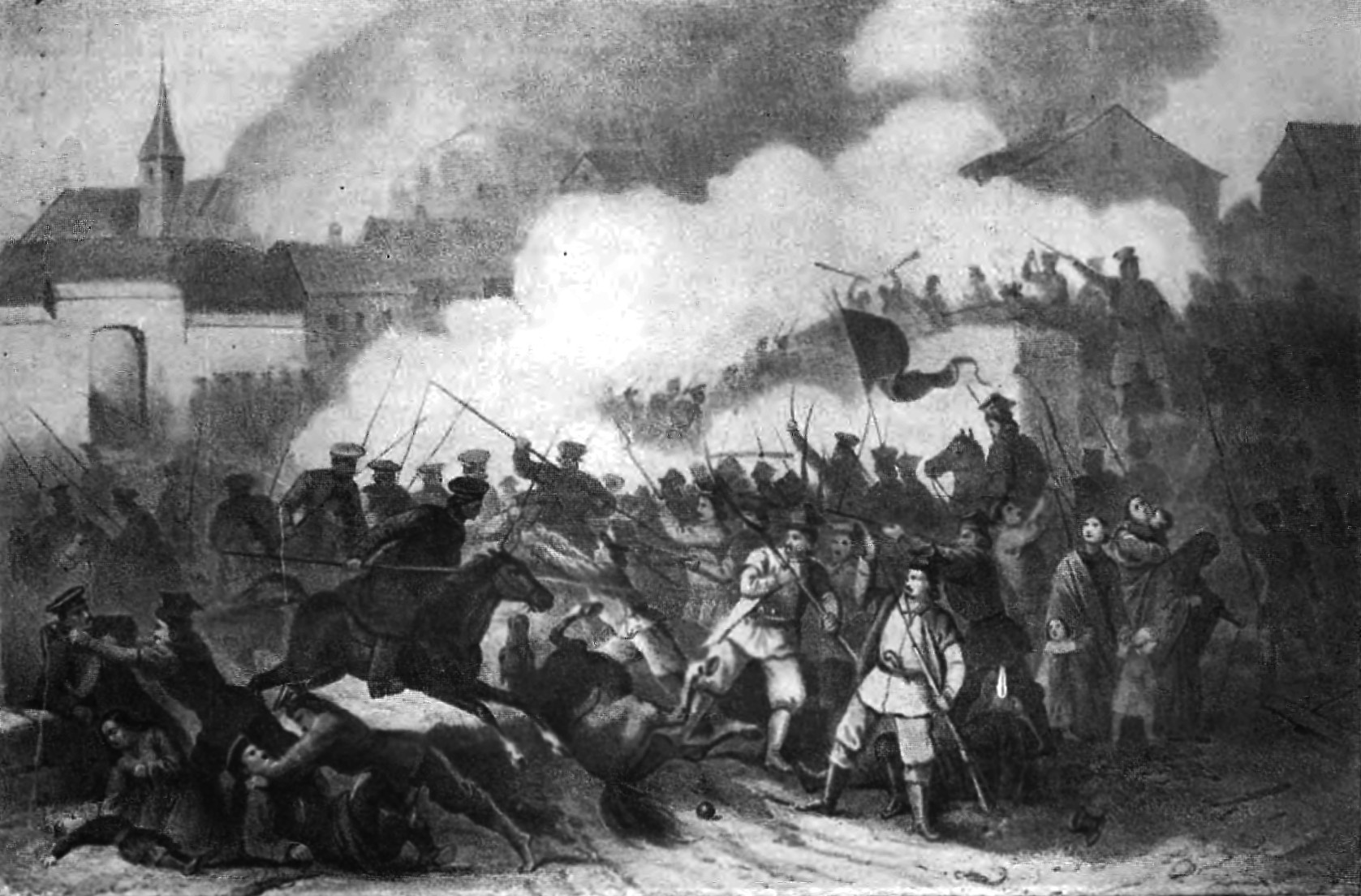
Bitva u Siemiatycz (1863)

Po porážce povstání bylo několik set lidí popraveno a 20 až 70 tisíc deportováno na Sibiř. Následovala další vlna emigrace zejména vzdělaných lidí na Západ, především do Francie. Ruština se stala úředním jazykem, všechno vyučování kromě náboženského muselo být v ruštině. Polské království bylo roku 1867 plně inkorporováno do Ruského impéria, přejmenováno na Poviselský kraj a správně rozčleněno na 10 provincií s gubernátory v čele.
Šlechta byla potrestána zvláštní daní, většina statků byla zkonfiskována a půda rozdělena poddaným. Krátce po porážce povstání bylo na polském území zrušeno nevolnictví (na ruském území už o 3 roky dříve), čímž si ruská vláda získala polské rolníky. Pozdější rozvoj průmyslu a měst a s ním spojené zlepšení životní úrovně situaci v Polsku na několik desetiletí napomohlo uklidnit.